# Demetriusz (imię)
Demetriusz – imię męskie pochodzenia greckiego, w kręgu kultury zachodnioeuropejskiej podległe następnie latynizacji. Wywodzi się od słowa oznaczającego „należący do Demeter”, odpowiada też znaczeniu „zajmujący się rolnictwem”. Odpowiednikiem tego imienia, rozpowszechnionym w językach południowo- i wschodniosłowiańskich, jest Dymitr: ros. Дми́трий (Dmitrij), ukr. Дмитро́ (Dmytro), biał. Зьмíцер/Дзмíтры (Źmicier/Dźmitry).
Do Polski dwiema drogami to imię dotarło z Zachodu w formie łac. Demetrius, Demytrysz, Demetrysz, i ze Wschodu w ruskiej formie Dymitr, Demitr, Dymets, Dmitro.
Demetriusz imieniny obchodzi: 9 kwietnia, 21 września, 8 października, 26 października i 10 listopada.

## Znane osoby noszące imię Demetriusz
- Demetriusz Cynik – filozof
- Demetriusz I Poliorketes – król Macedonii
- Demetriusz I Soter
- Demetriusz II Antygonida – król Macedonii
- Demetriusz II Nikator
- Demetriusz z Faleronu – filozof
- Dymitr z Tesaloniki (†305) – męczennik, święty Kościoła katolickiego, prawosławnego, ormiańskiego i koptyjskiego
- Demetriusz I Papadopulos
- Dymitr I – król Gruzji w latach 1125–1156
- Dymitr II Ofiarny – król Gruzji w latach 1170–1189
- Dymitr Doński – książę moskiewski
- Dymitr Iwanowicz – młodszy syn cara Iwana IV Groźnego
- Dymitr Samozwaniec I – rzekomy „cudownie ocalały” carewicz Dymitr Iwanowicz
- Dymitr Samozwaniec II – nazywany także Łotrem Tuszyńskim, pretendent do tronu Carstwa Rosyjskiego
- Dmitrij Aleniczew – rosyjski piłkarz i trener
- Dmitrij Baszkirow
- Dimityr Berbatow – bułgarski piłkarz
- Dmitrij Bystrolotow
- Dmitrij Charin – rosyjski piłkarz
- Dmitrij Chlestow
- Dmitrij Chromin
- Dmitrij Czernow
- Dymitr Hunia
- Dmitrij Iłowajski
- Dmitrij Ipatow
- Dimitrios Ipsilantis – grecki dowódca, głównodowodzący sił powstańczych w wojnie o niepodległość Grecji
- Dmytro Jarosz – ukraiński polityk nacjonalistyczny
- Dimitrios Joanidis – grecki wojskowy z junty czarnych pułkowników, m.in. dowodził pacyfikacją Politechniki Ateńskiej, za co potem otrzymał najwyższy, 7-krotny wyrok śmierci i dożywocie
- Dmitrij Kabalewski
- Dzmitryj Kasmowicz – białoruski emigracyjny publicysta nacjonalistyczny i antykomunistyczny, kolaborant III Rzeszy, oficer Schutzmannschaft

- Dmitrij Mendelejew – rosyjski chemik
- Dmitrij Mereżkowski
- Dmitrij Miedwiediew – rosyjski polityk, prezydent Federacji Rosyjskiej
- Dmitrij Nielubin

- Dimitrios Petrokokinos
- Dimitrios Ralis – pięciokrotny premier nowożytnej Grecji
- Dymitr Sapieha
- Dmitrij Strelnikoff
- Dmitrij Syczow
- Dmitrij Szostakowicz
- Dimityr Talew – pisarz bułgarski
- Dmitrij Tursunow
- Dmitrij Uchtomski
- Dmitrij Ustinow – radziecki inżynier
- Dmitrij Wasiljew – skoczek narciarski
- Dymitr Wejher
- Dymitr Jerzy Wiśniowiecki
- Dmitrij Wozniesienski
- Dmitrij Zaikin – radziecki pilot

- Michał Dymitr Krajewski – działacz oświatowy
- Jan Dymitr Solikowski – polski dyplomata, pisarz, arcybiskup lwowski